# Failure (Breaking Benjamin)
Failure è il primo singolo estratto dal quinto album dei Breaking Benjamin Dark Before Dawn, pubblicata il 23 marzo 2015.

## Il video
Il video, pubblicato il 27 giugno 2015, mostra i membri della band sul palco mentre eseguono il brano.

## Tracce
1. Failure – 3:37

## Formazione
- Benjamin Jackson Burnley - voce, chitarra ritmica
- Keith Wallen - chitarra, cori
- Jasen Rauch - chitarra solista
- Aaron Bruch - basso, cori
- Shaun Foist - batteria